# Conceição do Mato Dentro
Conceição do Mato Dentro é um município brasileiro no interior do estado de Minas Gerais, Região Sudeste do país. Localiza-se na região central mineira, estando situado a cerca de 170 km a norte da capital do estado. Ocupa uma área de aproximadamente 1 720 km², sendo que 7 km² estão em área urbana, e sua população foi estimada em 24 254 habitantes em 2024.
A cidade é conectada a Belo Horizonte através da rodovia MG-010, passando por Lagoa Santa e pela Serra do Cipó. É considerada por muitos como a capital mineira do ecoturismo e tem como principal atração a Cachoeira do Tabuleiro (considerada pelo Guia 4 Rodas de 2005 como a cachoeira mais bonita do Brasil) Atualmente a cidade recebe um dos maiores planos de mineração do mundo, o Mineroduto Minas–Rio da empresa inglesa Anglo American.

## História
As terras do atual município de Conceição do Mato Dentro estiveram ligadas, durante o século XVIII, à antiga Comarca de Sabará e depois à Comarca do Serro Frio.
Depois de descobertas as minas do Serro Frio, a ânsia de novos descobertos levou os sertanistas a novas aventuras. Uma bandeira seguiu para o sul, sendo que Gaspar Ponce de León, Gaspar Soares e Manuel Correia de Paiva chefiavam-na. Descobriram Itapanhoacanga. Lutando contra toda sorte de dificuldades, atravessando montanhas escarpadas, fugindo a encontros com índios, afinal, encontraram ouro em abundância. A eles outros se seguiram, e, em pouco tempo, estava formado o arraial da Conceição.
Pela Carta Régia de 16 de fevereiro de 1724, foi a povoação elevada a freguesia com o nome de Conceição do Mato Dentro, verificando-se, posteriormente, por Alvará de 16 de janeiro de 1750, a criação do Distrito. Em virtude da Lei provincial n.° 171, de 23 de março de 1840, foi criado o município de Conceição em terras desmembradas do município de Serro, dando-se-lhe por sede Conceição do Serro, antiga Conceição do Mato Dentro. A 12 de março de 1842, deu-se a instalação do município.

## Geografia
O município pertence à Região Geográfica Imediata de Sete Lagoas, que integra a Região Geográfica Intermediária de Belo Horizonte. Está localizado na microrregião de Conceição do Mato Dentro e na mesorregião Metropolitana de Belo Horizonte.

### Clima
Com verões úmidos e quentes, tendo a primavera e o outono como estações de transição entre o Verão e Inverno e vice-versa, os Invernos são secos e relativamente frios.
Segundo dados do Instituto Nacional de Meteorologia (INMET), desde 1931 a menor temperatura registrada em Conceição do Mato Dentro foi de 0,2 °C em 11 de junho de 1985 e a maior atingiu 38,6 °C em 15 de novembro de 2023, durante uma onda de calor intensa. O maior acumulado de precipitação em 24 horas foi de 157,6 milímetros (mm) em 27 de janeiro de 2009, seguido por 145,7 mm em 9 de janeiro de 2023 e 145,6 mm em 14 de fevereiro de 1978. De acordo com o Instituto Nacional de Pesquisas Espaciais (INPE), o município é o 380º colocado no ranking de ocorrências de descargas elétricas no estado de Minas Gerais, com uma média anual de 6,34 raios por quilômetro quadrado (km²).
| Dados climatológicos para Conceição do Mato Dentro                                       | Dados climatológicos para Conceição do Mato Dentro | Dados climatológicos para Conceição do Mato Dentro | Dados climatológicos para Conceição do Mato Dentro | Dados climatológicos para Conceição do Mato Dentro | Dados climatológicos para Conceição do Mato Dentro | Dados climatológicos para Conceição do Mato Dentro | Dados climatológicos para Conceição do Mato Dentro | Dados climatológicos para Conceição do Mato Dentro | Dados climatológicos para Conceição do Mato Dentro | Dados climatológicos para Conceição do Mato Dentro | Dados climatológicos para Conceição do Mato Dentro | Dados climatológicos para Conceição do Mato Dentro | Dados climatológicos para Conceição do Mato Dentro |
| Mês                                                                                      | Jan                                                | Fev                                                | Mar                                                | Abr                                                | Mai                                                | Jun                                                | Jul                                                | Ago                                                | Set                                                | Out                                                | Nov                                                | Dez                                                | Ano                                                |
| ---------------------------------------------------------------------------------------- | -------------------------------------------------- | -------------------------------------------------- | -------------------------------------------------- | -------------------------------------------------- | -------------------------------------------------- | -------------------------------------------------- | -------------------------------------------------- | -------------------------------------------------- | -------------------------------------------------- | -------------------------------------------------- | -------------------------------------------------- | -------------------------------------------------- | -------------------------------------------------- |
| Temperatura máxima recorde (°C)                                                          | 36,6                                               | 37,4                                               | 36,6                                               | 34,3                                               | 33,5                                               | 32,8                                               | 32,8                                               | 35,2                                               | 38,1                                               | 38,4                                               | 38,6                                               | 36,1                                               | 38,6                                               |
| Temperatura máxima média (°C)                                                            | 30,3                                               | 30,6                                               | 29,7                                               | 28,6                                               | 26,4                                               | 25,5                                               | 25,6                                               | 27                                                 | 28,7                                               | 29,7                                               | 28,8                                               | 29,6                                               | 28,4                                               |
| Temperatura mínima média (°C)                                                            | 18,9                                               | 18,6                                               | 18,6                                               | 17,1                                               | 14,2                                               | 11,9                                               | 10,8                                               | 10,9                                               | 13,7                                               | 16,6                                               | 18,4                                               | 18,9                                               | 15,7                                               |
| Temperatura mínima recorde (°C)                                                          | 9,4                                                | 11,8                                               | 10,8                                               | 7                                                  | 2,2                                                | 0,2                                                | 1                                                  | 1,5                                                | 2,5                                                | 5,5                                                | 8,5                                                | 9,5                                                | 0,2                                                |
| Precipitação (mm)                                                                        | 244,1                                              | 146                                                | 181,6                                              | 86                                                 | 30,1                                               | 7,9                                                | 6,2                                                | 9                                                  | 35,1                                               | 93,6                                               | 239,4                                              | 315,4                                              | 1 394,4                                            |
| Dias com precipitação (≥ 1 mm)                                                           | 14                                                 | 9                                                  | 11                                                 | 7                                                  | 4                                                  | 1                                                  | 1                                                  | 2                                                  | 4                                                  | 7                                                  | 15                                                 | 16                                                 | 91                                                 |
| Umidade relativa compensada (%)                                                          | 77                                                 | 75,1                                               | 79,1                                               | 79,9                                               | 80,7                                               | 80,7                                               | 76,3                                               | 70,5                                               | 67,9                                               | 69,5                                               | 77,1                                               | 79                                                 | 76,1                                               |
| Insolação (h)                                                                            | 157,2                                              | 173,1                                              | 170,5                                              | 170,9                                              | 172                                                | 164,1                                              | 183,7                                              | 199,5                                              | 157                                                | 154,4                                              | 133,3                                              | 136,7                                              | 1 972,4                                            |
| Fonte: INMET (normal climatológica de 1981-2010; recordes de temperatura: 1931-presente) |                                                    |                                                    |                                                    |                                                    |                                                    |                                                    |                                                    |                                                    |                                                    |                                                    |                                                    |                                                    |                                                    |

## Turismo

### Atrações turísticas naturais
- Cachoeira Rabo de Cavalo;
- Parque Municipal Salão de Pedras;
- Sítio Arqueológico Colina da Paz;
- Poço do Val (Tabuleiro);
- Cachoeira  Congonhas (ou cachoeira Zé Cornicha);
- Cachoeira do Roncador de Cima e Prainha do Roncador;
- Cachoeira de São Miguel (Três Barras);
- Cachoeira do Tabuleiro;
- Cachoeira da Fumaça;
- Poço Pari;
- Poço do Piraquara;
- Salão de Pedras;
- Mirante da Serra da Ferrugem;
- Lago Azul ou Poço Azul;
- Poço das Ninfas;
- Monte Cristal.

### Atrações históricas
Além do tradicional casario do século XVIII:
- Igreja da Matriz (Nossa Senhora da Conceição)
- Igreja do Rosário (Nossa Senhora do Rosário dos Pretos)
- Igreja da Santana
- Santuário Bom Jesus do Matozinhos
- Casa da Cultura
- Capela do Senhor dos Passos: - localizada no ponto mais alto de uma colina no distrito de Córregos e com um cruzeiro, apresenta características que remetem à primeira metade do século XVII. Tombada pelo IEPHA, é construída em adobe com cunhais de madeira, duas janelas ao lado de um pequeno óculo de madeira e porta almofadada. O telhado é aparente, já que não tem forro. No adro, ainda funciona um cemitério [18].

### Festas
Além dos tradicionais festejos que acontecem por todo Brasil, como Carnaval, Semana Santa, Reveillon, Conceição conta com festividades bem peculiares, que se tornam imperdíveis, tanto para seus habitantes, quanto para os visitantes.
01/01: Festa de Nossa Senhora do Rosário dos Pretos
20/01: Festa e Novena de São Sebastião
13/06 a 24/06: Jubileu do Bom Jesus de Matozinhos
27/06 a 30/06 Festa do peão de boiadeiro
07/09 a 09/09: Projeto Matriz
15/11 a 18/11: Festival da Cachaça
08/12: Aniversário da Cidade.

## Galeria

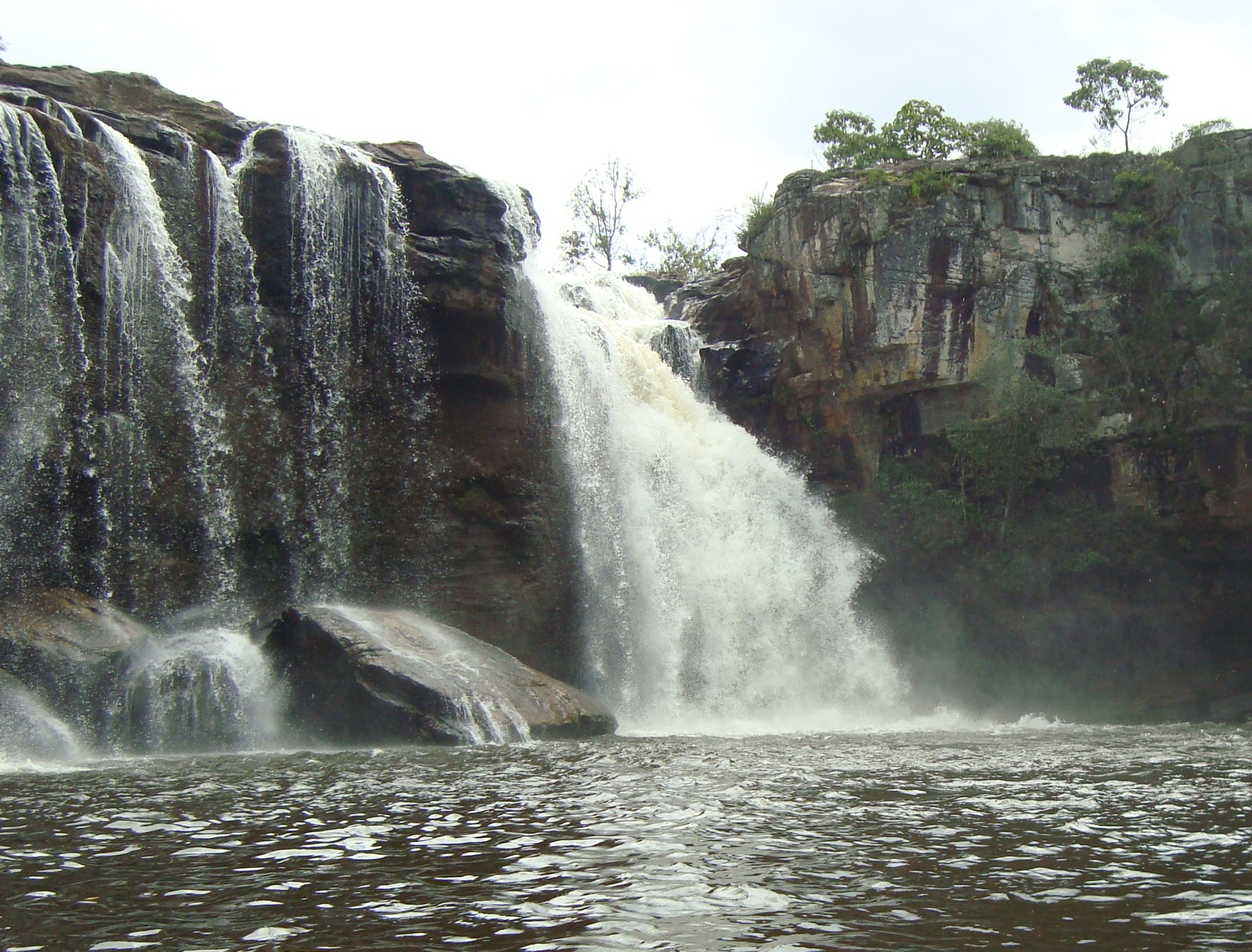
Cachoeira do Distrito de Três Barras
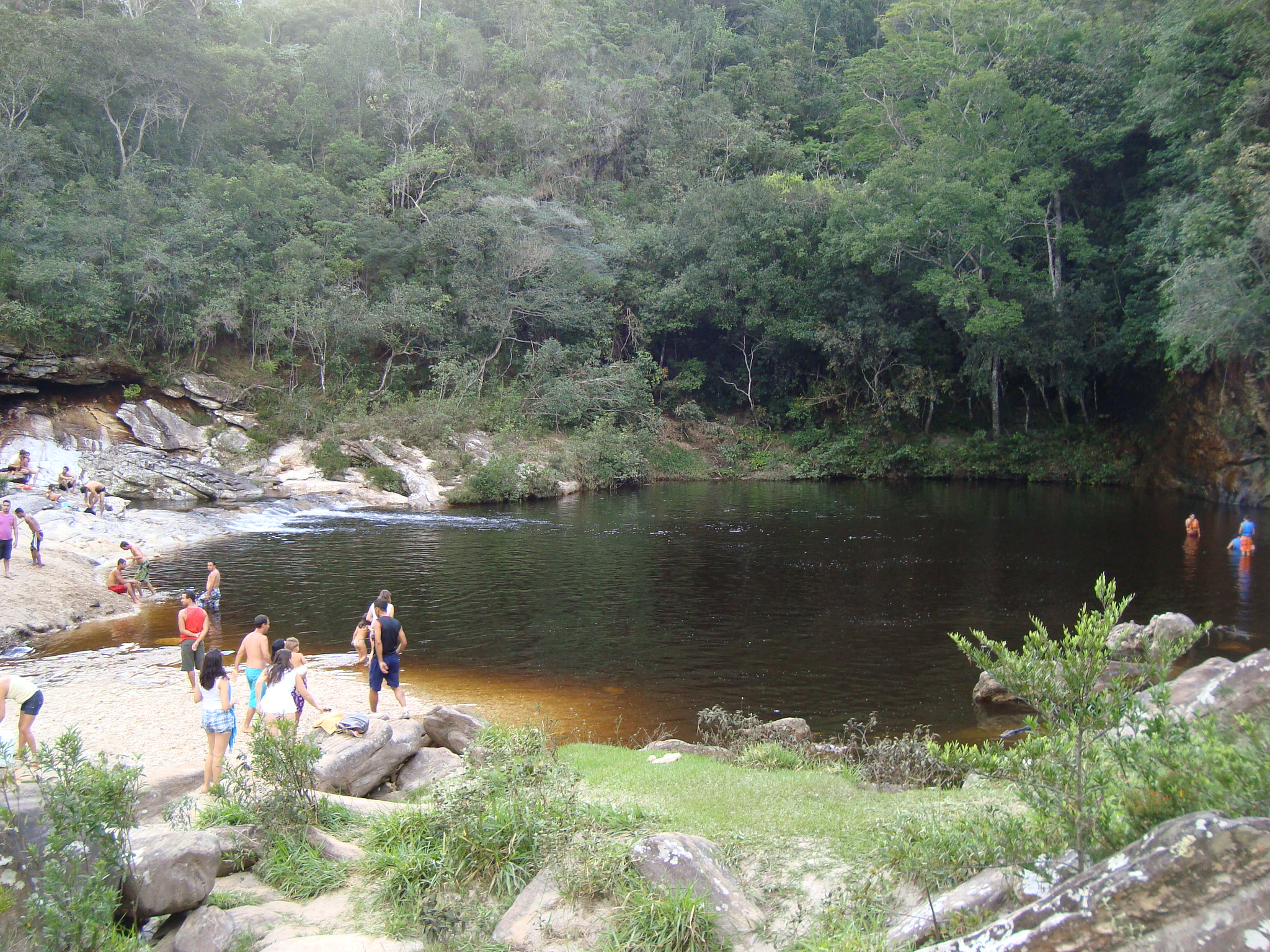
Poço Pari
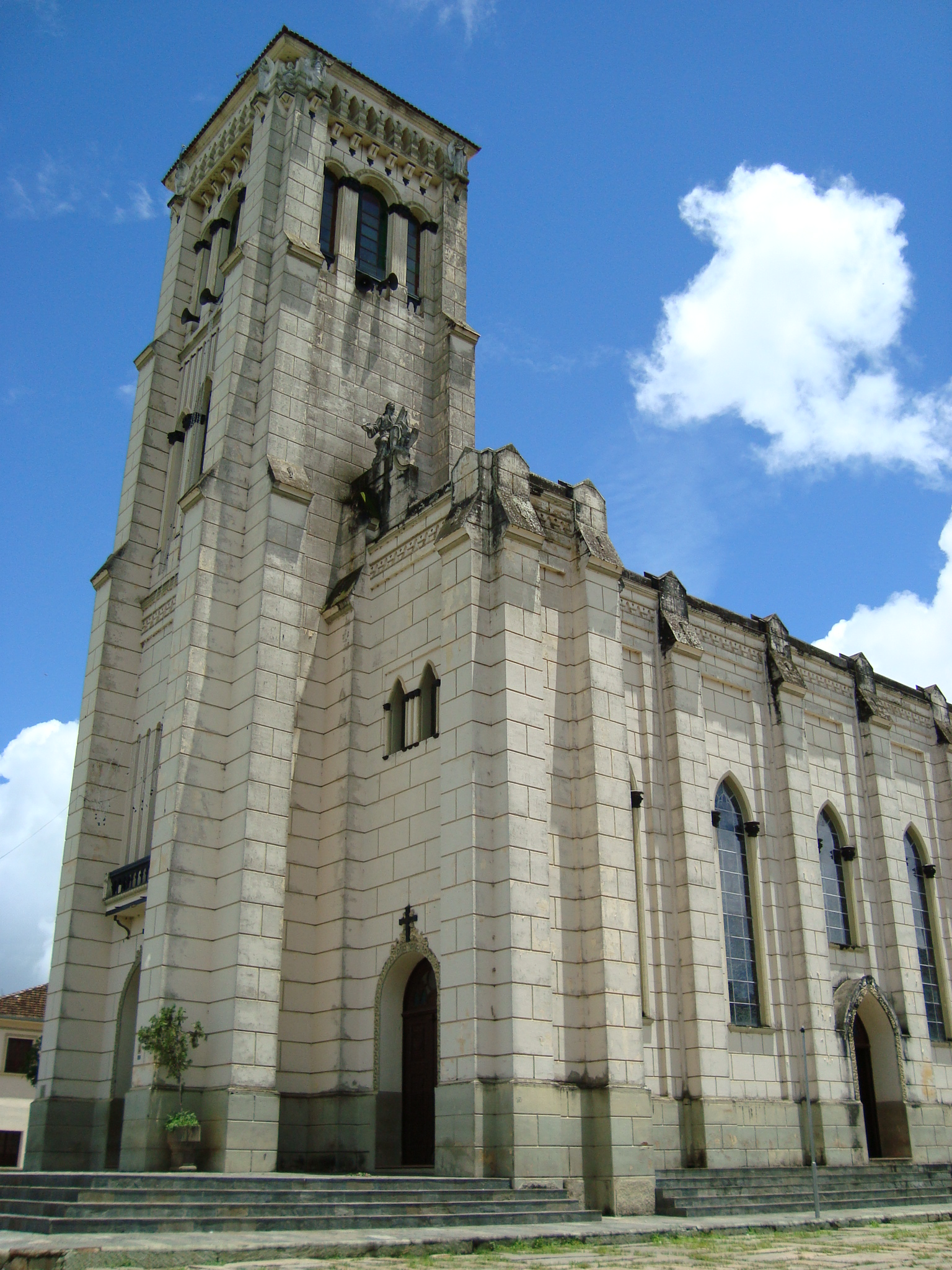
Igreja do Bom Jesus de Matozinhos

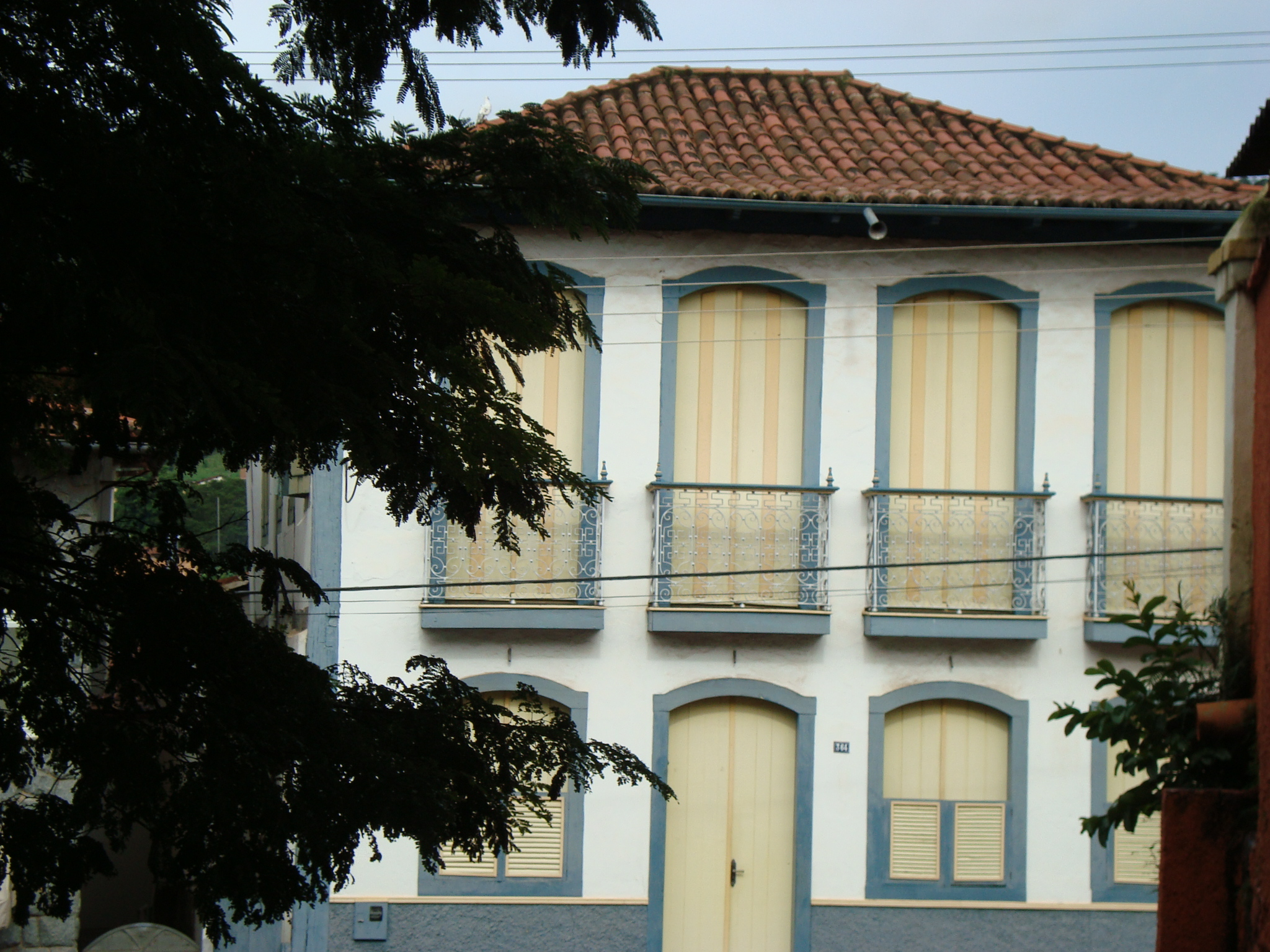
Sobrado
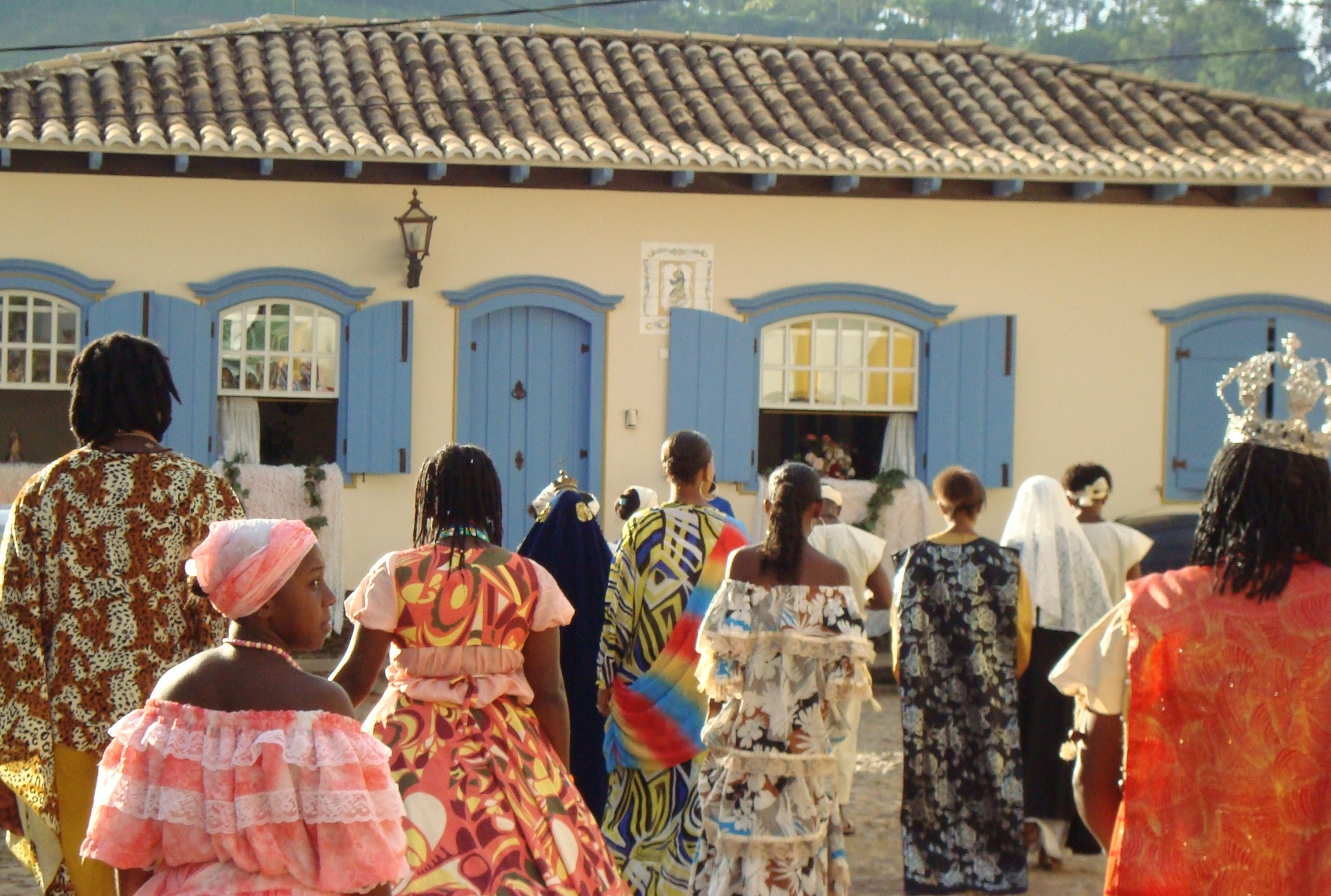
Festa do Rosário
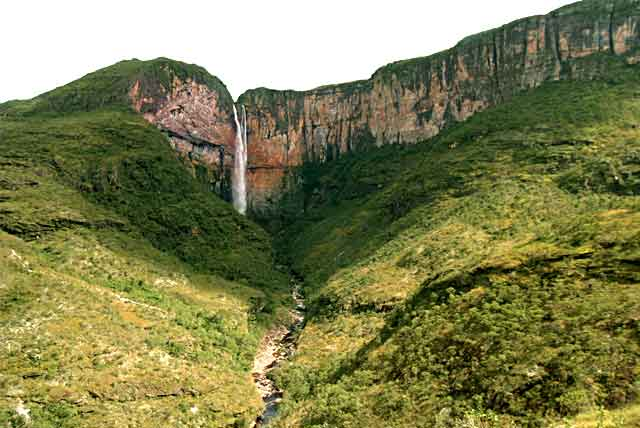
Cachoeira do Tabuleiro, que fica neste município